# Гнатюк Вікторія В'ячеславівна
Вікторія В'ячеславівна Гнатюк (нар. 24 березня 1946, смт Томашпіль Вінницької області) — українська радянська діячка, лікар Калинівської центральної районної лікарні Вінницької області. Депутат Верховної Ради СРСР 11-го скликання. Народний депутат СРСР (12-го скликання) в 1989—1991 роках. Зараз носить прізвище Сальве-Гнатюк.

## Біографія
Закінчила середню школу в місті Тульчині Вінницької області. У 1964—1967 роках — медсестра Тульчинської центральної районної лікарні Вінницької області.
У 1967—1973 роках — студентка Вінницького медичного інституту.
У 1973—1975 роках — лікар Тульчинської центральної районної лікарні Вінницької області, лікар Ольгопільської районної лікарні Вінницької області.
З 1975 року — лікар-гінеколог Калинівської центральної районної лікарні Вінницької області. Обиралася головою профспілкового комітету Калинівської центральної районної лікарні.
Член КПРС з 1976 року.
На початку 1980-х роках деякий час працювала лікарем у Демократичній Республіці Афганістан. Була важко поранена у 1982 році. Під час роботи в Афганістані надавала медичну допомогу фахівцям радянського контингенту, місцевому населенню, військовим.
Як депутат Верховної Ради СРСР працювала в Комітеті охорони здоров'я ВР СРСР. Протягом 1989-1991 років на постійній основі працювала секретарем Комітету охорони здоров'я Верховної Ради СРСР. Серед законодавчих доробків Вікторії Гнатюк є проект закону СРСР про страхову медицину. Вона передала ці наробки до ВР України 1-го скликання.
Також протягом роботи у ВР СРСР сприяла розвитку медичних закладів України через їх фінансування з центрального бюджету. Зокрема, йдеться про побудову нового хірургічного комплексу Вінницької обласної лікарні ім. Пірогова, Національного інституту серцево-судинної хірургії ім. Амосова. Сприяла газифікації міста Іллінці Вінницької області.
Після закінчення політичної кар'єри повернулась до роботи лікарем акушером-гінекологом в місті Калинівці на Вінниччині.
Потім — на пенсії в місті Калинівці Вінницької області. Після виходу на пенсію працювала в Ємені лікарем-гінекологом протягом двох років.
Підтримала Помаранчеву революцію 2004 року та Революцію гідності 2014 року.

## Родина
Чоловік: Гнатюк Іван Федорович (1941 р.н.) — хірург, пенсіонер.
Син: Гнатюк В'ячеслав Іванович (1976 р.н.) — журналіст.

## Нагороди
- орден Дружби народів
- медалі